# Creatonotos perineti
Creatonotos perineti är en fjärilsart som beskrevs av Rothschild 1933. Creatonotos perineti ingår i släktet Creatonotos och familjen björnspinnare. Inga underarter finns listade i Catalogue of Life.